# باكو مونتانييس
فرانسيسكو مونتانييس كلافيرياس (بالإسبانية: Francisco Montañés Claverías)‏ (مواليد 8 أكتوبر 1986) هو لاعب كرة قدم إسباني يجيد اللعب في مركز الجناح الأيسر ويلعب أيضًا كجناح هجومي أيمن وجناح هجومي أيسر , ويلعب حاليًا لنادي إسبانيول الإسباني.

## بطولات وإنجازات اللاعب

### برشلونة
- الدوري الإسباني لكرة القدم: 2005-2006
- دوري أبطال أوروبا: 2005-2006

### إسبانيا تحت 23
- ألعاب البحر الأبيض المتوسط: 2005

## روابط خارجية
- باكو مونتانييس على موقع قاعدة بيانات كرة القدم.إي يو (الإنجليزية)
- باكو مونتانييس على موقع Soccerbase.com (لاعب) (الإنجليزية)
- باكو مونتانييس على موقع Soccerway.com (الإنجليزية)
- باكو مونتانييس على موقع عالم كرة القدم.نت (الإنجليزية)
- باكو مونتانييس على موقع AS.com (الإسبانية)
- Paco Montañés